# 莊佳佳
莊佳佳（英語：Chuang Chia-chia，1989年5月14日—）是中華民國女子跆拳道選手，畢業於國立台灣師範大學學士、碩士，目前在台灣師大攻讀博士班，多次代表台灣出戰各項重大國際賽事，曾榮獲2011年世界大學運動會金牌、2015年世界跆拳道錦標賽金牌、2014年仁川亞運會銅牌，從2009年至今，已經拿過11面獎牌，包括4面金牌。曾任桃園市政府體育局局長。

## 成績
| 年度   | 赛事             | 項目         | 成绩 |
| ------ | ---------------- | ------------ | ---- |
| 2011年 | 世界大學運動會   | 女子73公斤級 | 金牌 |
| 2012年 | 亞洲跆拳道錦標賽 | 輕量級       | 銀牌 |
| 2013年 | 世界跆拳道大獎賽 | 女子67公斤級 | 銀牌 |
| 2015年 | 世界跆拳道錦標賽 | 女子67公斤級 | 金牌 |
| 2015年 | 世界大學運動會   | 女子67公斤級 | 銀牌 |
| 2017年 | 世界大學運動會   | 女子67公斤級 | 銀牌 |

## 世大運賽事
2017年8月，莊佳佳參加台北進行的世大運，她首先在八強賽上以8比6戰勝義大利對手，晉級四強。四強賽中，她又以10比4戰勝伊朗對手，晉級決賽。決賽中，她在首回合取得1比0領先的情況下後兩局被對手逆轉，最終獲得銀牌。

## 外部連結
- 台將5金破紀錄 曾櫟騁登世界第1（页面存档备份，存于）